# Miss Terra 2019
Miss Terra 2019 foi a 19ª edição do concurso Miss Terra. O evento foi realizado no dia 26 de outubro de 2019 em Cove Manila, em Okada Manila, Parañaque, Filipinas.  Nguyễn Phương Khánh, do Vietnã, coroou Nellys Pimentel, de Porto Rico, como sua sucessora no final do evento. Isso faz do território o primeiro e o quarto país a ganhar pelo menos um título nos quatro grandes concursos de beleza internacionais beleza.

## Resultados
| Resultado              | Concorrente |
| ---------------------- | --- |
| Miss Terra 2019        | - Porto Rico - Nellys Pimentel |
| Miss Terra - Ar 2019   | - Estados Unidos - Emanii Davis |
| Miss Terra - Água 2019 | - Chéquia - Klára Vavrušková |
| Miss Terra - Fogo 2019 | - Bielorrússia - Alisa Manenok |
| Top 10                 | - Chile - Fernanda Méndez Tapia - Nova Zelândia - Tashan Kapene - Nigéria - Modupe Susan Garland - Países Baixos - Nikki Prein - Polónia - Krystyna Sokolowska - Rússia - Anna Baksheeva                                                                                              |
| Top 20                 | - Colômbia - Yenny Carrillo - Espanha - Sonia Hernández Romeo - Filipinas - Janelle Tee - Gana - Abena Appiah - Guam - Cydney Shey Folsom - Guiana - Faydeha King - Inglaterra - Stephanie Wyatt - Japão - Yuka Itoku - Portugal - Bruna Silva - Tailândia - Teeyapar Sretsirisuvarna |

Notas:Entre as top 20 colocadas, estão dois lugares escolhidos pelo Povo e Juízes para os Melhores Prêmios de Eco-Vídeo (Inglaterra) e Melhor Mídia Eco-Social (Tailândia).

### Ordem dos anúncios

#### Top 20
1. Rússia
2. Chile
3. Guam
4. Bielorrússia
5. Guiana
6. Portugal
7. Japão
8. Polônia
9. Gana
10. Inglaterra
11. Tailândia
12. República Checa
13. Estados Unidos
14. Filipinas
15. Porto Rico
16. Espanha
17. Colômbia
18. Países Baixos
19. Nigéria
20. Nova Zelândia

#### Top 10
1. Rússia
2. Porto Rico
3. Nova Zelândia
4. Estados Unidos
5. Países Baixos
6. Chile
7. Bielorrússia
8. Nigéria
9. Polônia
10. República Checa

#### Top 4
1. Bielorrússia
2. República Checa
3. Estados Unidos
4. Porto Rico

### Resposta Vencedora
Pergunta: Como você convenceria aqueles que não acreditam nas mudanças climáticas de que é um problema sério?
"Eu diria que abordar essa questão de pessoas que não acreditam nas mudanças climáticas é mais uma questão de falta de educação e não apelas educação, mais também a ignorância e não queremos se informar sobre o fato de que estamos vivendo". Em um planeta que é a nossa maior casa, e aproveitamos isso em vez de devolver o que está nos dando. Fazer líderes notáveis e muitos influenciadores se desenvolverem e se tornarem pessoas melhores é a coisa mais importante a fazer"

### Juízes
Os juízes na noite final do concurso e da transmissão ao vivo incluem:
- Dr. Jikyeong Kang- Presidente e Decano, Instituto Asiático de Gerenciamento, MVP Chair of Markenting
- Cecile Guidote-Alvarez - Fundador da Associação de Teatro Educacional das Filipinas (PETA.
- Leo Valdez - Renomado ator de teatro filipino.
- Lorraine Schuck - Vice-Presidente Executiva, anfitrião atual do ABS-CBN G Diaries.
- Lorife Magadan-Otaza - Ativista ambiemtal, prefeito de Loreto, Agusan del Sur.
- Shontelle - Cantora indicada ao Grammy Award.

## Atividades pré-concurso

### Registro de medalhas
| Ranking | CandidataS     | Ouro | Prata | Bronze | Total |
| ------- | -------------- | ---- | ----- | ------ | ----- |
| 1       | Gana           | 3    | 0     | 0      | 3     |
| 2       | Espanha        | 2    | 1     | 0      | 3     |
| 3       | Chile          | 2    | 0     | 0      | 2     |
| 3       | Mongólia       | 2    | 0     | 0      | 2     |
| 4       | Venezuela      | 1    | 1     | 0      | 2     |
| 5       | Vietname       | 1    | 0     | 2      | 3     |
| 6       | Índia          | 1    | 0     | 1      | 2     |
| 6       | Portugal       | 1    | 0     | 1      | 2     |
| 7       | Bolívia        | 1    | 0     | 0      | 1     |
| 7       | Quênia         | 1    | 0     | 0      | 1     |
| 7       | Nova Zelândia  | 1    | 0     | 0      | 1     |
| 7       | Paraguai       | 1    | 0     | 0      | 1     |
| 7       | Polónia        | 1    | 0     | 0      | 1     |
| 7       | Ucrânia        | 1    | 0     | 0      | 1     |
| 8       | Filipinas      | 0    | 4     | 0      | 4     |
| 9       | Porto Rico     | 0    | 2     | 0      | 2     |
| 10      | Fiji           | 0    | 1     | 1      | 2     |
| 10      | Nigéria        | 0    | 1     | 1      | 0     |
| 11      | Armênia        | 0    | 1     | 0      | 1     |
| 11      | Croácia        | 0    | 1     | 0      | 1     |
| 11      | Chéquia        | 0    | 1     | 0      | 1     |
| 11      | Dinamarca      | 0    | 1     | 0      | 1     |
| 11      | Panamá         | 0    | 1     | 0      | 1     |
| 11      | Sérvia         | 0    | 1     | 0      | 1     |
| 11      | Estados Unidos | 0    | 1     | 0      | 1     |
| 11      | Zâmbia         | 0    | 1     | 0      | 1     |
| 12      | Bielorrússia   | 0    | 0     | 2      | 2     |
| 12      | Tailândia      | 0    | 0     | 2      | 2     |
| 13      | Áustria        | 0    | 0     | 1      | 1     |
| 13      | China          | 0    | 0     | 1      | 1     |
| 13      | Crimeia        | 0    | 0     | 1      | 1     |
| 13      | Equador        | 0    | 0     | 1      | 1     |
| 13      | França         | 0    | 0     | 1      | 1     |
| 13      | Alemanha       | 0    | 0     | 1      | 1     |
| 13      | Coreia do Sul  | 0    | 0     | 1      | 1     |
| 13      | Países Baixos  | 0    | 0     | 1      | 1     |
| 13      | Peru           | 0    | 0     | 1      | 1     |

### Medalhistas
| Evento                         | Evento         | Ouro                           | Prata                          | Bronze                             |
| ------------------------------ | -------------- | ------------------------------ | ------------------------------ | ---------------------------------- |
| Competição de Trajes Nacionais | Ásia & Oceania | Azzaya Tsogt-Ochir Mongólia    | Janelle Tee Filipinas          | Hoàng Thi Hanh Vietname            |
| Competição de Trajes Nacionais | Américas       | Fernanda Mendez Tapia Chile    | Marianna Fuentes Panamá        | Alexandra Caceres Peru             |
| Competição de Trajes Nacionais | África         | Susan Kiriu Quênia             | Venus Mary Vlahakis Zâmbia     | Modupe Susan Garland Nigéria       |
| Competição de Trajes Nacionais | Europa         | Sonia Hernández Espanha        | Klára Vavršková Chéquia        | Anastasia Lebediuk Crimeia         |
|                                |                |                                |                                |                                    |
| Concurso de Vestidos de Gala   | Grupo AR       | Abenna Appiah Gana             | Emanii Davis Estados Unidos    | Bruna Silva Portugal               |
| Concurso de Vestidos de Gala   | Grupo ÁGUA     | Tashan Kapone Nova Zelândia    | Nellys Pimentel Porto Rico     | Tejaswini Manogna Índia            |
| Concurso de Vestidos de Gala   | Grupo FOGO     | Venezuela Michell Castellanos  | Espanha Sonia Hernandez        | Tailândia Teeyapar Stetsirisuvarna |
|                                |                |                                |                                |                                    |
| Competição de Maiô             | Grupo AR       | Bruna Silva Portugal           | Janelle Tee Filipinas          | Alisa Manenok Bielorrússia         |
| Competição de Maiô             | Grupo ÁGUA     | Diana Shabas Ucrânia           | Nellys Pimentel Porto Rico     | Antonella Paz Equador              |
| Competição de Maiô             | Grupo FOGO     | Krystyna Sokolowska Polónia    | Modolupe Susan Garland Nigéria | Nikki Prein Países Baixos          |
|                                |                |                                |                                |                                    |
| Competição de Moda Praia       | Grupo AR       | Abenna Appiah Gana             | Janelle Tee Filipinas          | Alisa Manenok Bielorrússia         |
| Competição de Moda Praia       | Grupo ÁGUA     | Hoàng Thị Hạnh Vietname        | Nera Nikolić Croácia           | Faydeha King Guiana                |
| Competição de Moda Praia       | Grupo FOGO     | Sonia Hernández Espanha        | Michell Castellanos Venezuela  | Kristyna Losova Alemanha           |
|                                |                |                                |                                |                                    |
| Competição de Talentos         | Grupo AR       | Abena Appiah Gana              | Janelle Tee Filipinas          | Zaira Zureen Begg Fiji             |
| Competição de Talentos         | Grupo ÁGUA     | Índia Tejaswini Manogma        | China Hu Wentian               | Áustria Melanie Gassner            |
| Competição de Talentos         | Grupo FOGO     | Azzaya Tsogt-Ochir Mongólia    | Sara Langtved Dinamarca        | Woo Hee-jun Coreia do Sul          |
|                                |                |                                |                                |                                    |
| Miss Simpatia                  | Grupo AR       | Chile Fernanda Mendez          | Fiji Zaira Zureen Begg         | França Sonate Terrasier            |
| Miss Simpatia                  | Grupo ÁGUA     | Paraguai Jociani Daysi Repossi | Sérvia Ljubica Rajcovic        | Vietname Hoang Hanh                |
| Miss Simpatia                  | Grupo FOGO     | Bolívia Fernanda Castedo       | Armênia Ruppi Sargsyan         | Tailândia Teeyapar Stetsirisuvarna |

### Prêmios Especiais
| Prêmio                       | Concorrente                     |
| ---------------------------- | ------------------------------- |
| Melhor Designer              | - Estados Unidos - Emanii Davis |
| Melhor em Resort Wear        | - Gana - Abenna Appiah          |
| Cara da Terra Futurista      | - Filipinas - Janelle Tee       |
| Melhor Filipiniaña Futurista | - Estados Unidos - Emanii Davis |
| Miss Terra Legazpi City      | - Guam - Cydney Shey Folsom     |

| Prêmio                          | Concorrente                     |
| ------------------------------- | ------------------------------- |
| Miss Samsung                    | - Colômbia - Yenny Carillo      |
| Miss Queen Lions                | - Bielorrússia - Alisa Manenok  |
| Miss Commerce                   | - Bielorrússia - Alisa Manenok  |
| Miss Lagazpi City               | - Inglaterra - Stephanie Wyatt  |
| Anfitrião Lion Lagazpi Oriental | - Estados Unidos - Emanii Davis |
| Miss RealMe                     | - Japão - Yuka Itoku            |
| Miss Oppo                       | - Inglaterra - Stephanie Wyatt  |
| Miss Vivo                       | - Gana - Abenna Appiah          |
| Terminal 2                      | - Filipinas - Janelle Tee       |
| Miss Infinity Closet            | - Gana - Abenna Appiah          |
| Miss Southerland                | - Bielorrússia - Alisa Manenok  |
| Miss DOH Reg 5                  | - Gana - Abenna Appiah          |

## Candidatas
85 candidatas estão competindo pelo título.
| País/Território        | Candidata                 | Idade na Época | Cidade natal        | Grupo |
| ---------------------- | ------------------------- | -------------- | ------------------- | ----- |
| África do Sul          | Nazia Wadee               | 21             | Joanesburgo         | FOGO  |
| Argentina              | Florencia Barreto Fessler | 18             | Posada              | FOGO  |
| Armênia                | Rippi Sargsyan            | 25             | Erevan              | FOGO  |
| Austrália              | Susana Downes             | 26             | Sydney              | FOGO  |
| Áustria                | Melanie Gassner           | 23             | Viena               | ÁGUA  |
| Alemanha               | Kristyna Losova           | 20             | Hamburgo            | FOGO  |
| Bielorrússia           | Alisa Manyomok            | 24             | Baranovichi         | AR    |
| Bélgica                | Caro Van Gorp             | 19             | Turnhout            | AR    |
| Bolívia                | Fernanda Castedo          | 23             | Litoral             | FOGO  |
| Bósnia e Herzegovina   | Džejla Korajlić           | 21             | Zenica              | AR    |
| Botswana               | Katlego Seitshiro         | 21             | Gaborone            | AR    |
| Brasil                 | Maria Gabriela Batistela  | 20             | Ourinhos            | ÁGUA  |
| Camboja                | Thoung Mala               | 20             | Kandal Province     | ÁGUA  |
| Camarões               | Jessica Djoumbi           | 24             | Iaundé              | AR    |
| Canadá                 | Mattea Henderson          | 24             | Calgary             | FOGO  |
| Chile                  | Fernanda Mendez           | 27             | Los Vilos           | AR    |
| China                  | Wen Tian Hu               | 24             | Pequim              | ÁGUA  |
| Colômbia               | Yenny Carrillo            | 26             | San Martín          | AR    |
| Costa Rica             | Linda Ávila               | 23             | San José            | AR    |
| Cazaquistão            | Altynay Assenova          | 21             | Almaty              | FOGO  |
| Crimeia                | Yana Chetverikova         | 23             | Sebastopol          | AR    |
| Coréia                 | Woo Hee-jun               | 25             | Busan               | FOGO  |
| Croácia                | Nera Nicolić              | 23             | Dubrovnik           | ÁGUA  |
| Dinamarca              | Sara Langtved             | 24             | Copenhaga           | FOGO  |
| Equador                | Antonella Paz Marín       | 18             | Esmeraldas          | FOGO  |
| Eslovênia              | Charnée Bonno             | 23             | Velenje             | ÁGUA  |
| Estados Unidos         | Emanii Davis              | 25             | Griffin             | AR    |
| Fiji                   | Zaira Begg                | 24             | Suva                | AR    |
| França                 | Sonate Terrassier         | 21             | Baiona              | AR    |
| Filipinas              | Janelle Lazo Tee          | 28             | Pasig               | AR    |
| Gana                   | Abena Appiah              | 26             | Acra                | AR    |
| Guadalupe              | Marika Moutoussamy        | 21             | Morne-à-l'Eau       | ÁGUA  |
| Guam                   | Cydney Shey Folsom        | 19             | Santa Rita          | AR    |
| Guatemala              | María Regina Barco        | 20             | Jutiapa             | ÁGUA  |
| Guiana                 | Faydeha King              | 26             | Corriverton         | ÁGUA  |
| Haiti                  | Vitania Louissaint        | 24             | Porto Príncipe      | AR    |
| Honduras               | Rita Valasquez            | 23             | Yoro                | FOGO  |
| Hungria                | Tünde Blága               | 23             | Budapest            | FOGO  |
| Índia                  | Tejaswini Manogna         | 23             | Hyderabad           | ÁGUA  |
| Indonésia              | Cinthia Rani              | 21             | Pontianak           | AR    |
| Israel                 | Reem Matar                | 20             | Nazaré              | ÁGUA  |
| Itália                 | Letizia Percoco           | 19             | Roncadelle          | ÁGUA  |
| Inglaterra             | Sthephanie Wyatt          | 19             | Poole               | AR    |
| Irlanda do Norte       | Shannon McCullangh        | 22             | Belfast             | ÁGUA  |
| Japão                  | Yuka Itoku                | 20             | Oita                | AR    |
| Líbano                 | Nour Hadchity             | 20             | Beirute             | ÁGUA  |
| Libéria                | Georgia Bemah             | 24             | Bong                | ÁGUA  |
| Malásia                | Nur Haziyah Fatin         | 22             | Kuching             | FOGO  |
| Malta                  | Alexia Tabone             | 24             | Tarxien             | ÁGUA  |
| Ilhas Maurícias        | Gyanisha Ramah            | 22             | Port Louis          | AR    |
| México                 | Hilary Islas              | 19             | Compostela          | AR    |
| Mongólia               | Azzaya Tsogt-Ochir        | 24             | Ulã Bator           | FOGO  |
| Montenegro             | Nikoleta Rakočević        | 23             | Tivat               | FOGO  |
| Marianas Setentrionais | Leisha DeLeon Guerrero    | 19             | Saipan              | AR    |
| Myanmar                | May Thadar Ko             | 22             | Mandalai            | AR    |
| Nepal                  | Riya Basnet               | 22             | Catmandu            | FOGO  |
| Nova Zelândia          | Tashan Kapene             | 19             | Mount Maunganui     | ÁGUA  |
| Nigéria                | Susan Garland             | 21             | Lagos               | FOGO  |
| Panamá                 | Marianna Fuentes          | 22             | Cidade do Panamá    | ÁGUA  |
| Papua-Nova Guiné       | Pauline Tibola            | 23             | Arawa               | ÁGUA  |
| Paraguai               | Jociani Repossi           | 25             | Alto Paraná         | ÁGUA  |
| Peru                   | Alexandra Caceres         | 24             | Cajamarca           | AR    |
| Polónia                | Krystyna Sokolowska       | 23             | Białystok           | FOGO  |
| Portugal               | Bruna Silva               | 17             | Braga               | AR    |
| Porto Rico             | Nellys Pimentel           | 21             | San Juan            | ÁGUA  |
| Países Baixos          | Nikki Prein               | 21             | Doetinchem          | FOGO  |
| Quênia                 | Susan Kirui               | 23             | Nairóbi             | ÁGUA  |
| República Dominicana   | Yasmín Evangelista        | 22             | Santo Domingo       | FOGO  |
| Rússia                 | Anna Backsheeva           | 18             | Chita               | FOGO  |
| República Eslovaca     | Stanislava Lucková        | 26             | Košice              | ÁGUA  |
| Ruanda                 | Paulette Ndekwe           | 19             | Kigali              | ÁGUA  |
| Chéquia                | Klára Vavrusková          | 20             | Kostelec nad Orlicí | AR    |
| Reunião                | Anaïs Payet               | 21             | Sainte-Marie        | ÁGUA  |
| Sérvia                 | Ljubica Rajković          | 25             | Novi Sad            | ÁGUA  |
| Serra Leoa             | N'jainatu Sesay           | 22             | Tokeh               | FOGO  |
| Singapura              | Gerlyn Cheah              | 24             | Cidade de Singapura | FOGO  |
| Sudão do Sul           | Asara Justice Bullen      | 22             | Juba                | FOGO  |
| Tailândia              | Teeyapar Sretsirisuvarna  | 26             | Banguecoque         | FOGO  |
| Tonga                  | Titania Matekuola         | 24             | Panmumure           | ÁGUA  |
| Ucrânia                | Diana Shabas              | 20             | Novovolynsk         | ÁGUA  |
| Venezuela              | Michell Castellanos       | 24             | Valencia            | FOGO  |
| Vietname               | Hoàng Thị Hạnh            | 27             | Nghe An             | ÁGUA  |
| Zâmbia                 | Venus Mary Vlahakis       | 20             | Lusaca              | AR    |
| Zimbabwe               | Monalisa Chiredzero       | 20             | Harare              | FOGO  |

### Estréia
- Marianas Setentrionais
- Papua-Nova Guiné

### Retorna
Última competição em 2013 :
- Sudão do Sul

Última competição em 2014 :
- Botswana
- Cazaquistão

Última competição em 2015:
- Fiji

Última competição em 2016 :
- Eslováquia
- Quênia
- Zimbabwe

Última competição em 2017 :
- Canadá
- Ilhas Virgens Americanas
- Mongólia

### Retirados
- Bahamas
- Belize
- Cuba
- Curaçau
- Chipre
- Egito
- Grécia
- Irlanda
- Moldávia
- Roménia
- Samoa
- Sri Lanka
- Suécia
- Trinidad e Tobago

### Substituições
- México - Paola Torres foi coroada Miss Terra México 2019 é deve participar do concurso este ano. No entanto, ela se retirou da competição por razões desconhecidas. Assim, Hilary Islas, que foi coroada Miss Air México 2019 (1ª vice-campeão) a substituirá no concurso deste ano.

### Crossovers
Concorrentes que anteriormente competiram ou estarão competindo em outros concursos de beleza internacionais:
Miss Universo
- 2014:  Gana - Abena Appiah

Miss International
- 2015:  Mongólia - Azzaya Tsogt-Ochir
- 2016:  Bielorrússia - Alisa Manenok (como Rússia; Top 15)

Rainha Mundial da Banana
- 2017:  Colômbia - Yenny Carrillo (Vencedora)

Miss Intercontinental
- 2015:  Armênia - Rippi Sargsyan
- 2017:  Canadá - Mattea Henderson

Miss Globo
- 2016:  Colômbia - Yenny Carrillo (1° Vice-Campeão)

World Beauty Queen
2018:  Bielorrússia - Alisa Manyonok (como Rússia; Vencedora)
ernationa
- 2019:  Camarões - Jessica Djoumbi

Miss Bikini Universe
- 2015:  Tailândia - Teeyapar Sretsirisivarna

Miss City Tourism International
- 2017:  Tailândia - Teeyapar Sretsirisivarna (2° Vice-Campeão)

Miss Asia
- 2018:  Tailândia - Teeyapar Sretsirisivarna ( Top 11)

Miss Asia Beauty
- 2017:  Vietname - Hoàng Thị Hạnh (1° Vice-Campeão)

Global Charity Queen
- 2018:  Tailândia - Teeyapar Sretsirisivarn (Top 15)